# Lưu Thực (nhà Hán)
Lưu Thực (giản thể: 刘植; phồn thể: 劉植; bính âm: Liú Zhí, ? – 26), tự Bá Tiên, người Xương Thành, Cự Lộc, tướng lĩnh, khai quốc công thần nhà Đông Hán, một trong Vân Đài nhị thập bát tướng.

## Cuộc đời và sự nghiệp
Vương Lang khởi binh, Thực cùng em trai Hỷ và anh họ Hâm soái tân khách và họ hàng được vài ngàn người, chiếm cứ Xương Thành. Nghe tin Lưu Tú từ Kế Thành trở về, bèn mở cửa ra đón. Lưu Tú lấy Thực làm Kiêu kỵ tướng quân, Hỷ, Hâm làm Thiên tướng quân, đều được phong Liệt hầu.
Khi ấy Chân Định vương Lưu Dương hưởng ứng Vương Lang, có hơn 10 vạn người. Lưu Tú sai Thực đến thuyết phục, Dương bèn hàng. Lưu Tú nhân đó ở lại Chân Định, lấy cháu gái Quách thị của Dương làm vợ. Sau đó quân Hán tiến đánh Hàm Đan, bình định Hà Bắc.
Năm Kiến Vũ thứ 2 (26), Thực được phong Xương Thành hầu. Khi đánh giặc ở huyện Mật , ông tử trận. Con là Hướng kế tự.
Quang Vũ đế lấy Hỷ thay làm tướng của doanh trại Thực, cũng là Kiêu kỵ tướng quân, phong Quan Tân hầu. Hỷ mất, lấy Hâm làm Kiêu kỵ tướng quân, phong Phù Dương hầu. Hỷ, Hâm theo quân chinh phạt, đều được thế tập tước hầu.
Hướng được đổi phong Đông Vũ Dương hầu. Hướng mất, con là Thuật kế tự. Năm Vĩnh Bình thứ 15 (72), Thuật bị kết tội cùng Sở vương Anh mưu phản, hầu quốc bị trừ bỏ.